# أنتوني بيل (لاعب كرة قدم أمريكية)
أنتوني بيل (بالإنجليزية: Anthony Bell)‏ هو لاعب كرة قدم أمريكية أمريكي، ولد في 2 يوليو 1964 في ميامي في الولايات المتحدة.